# Dazhulin
Dazhulin (kinesiska: 大竹林) är ett stadsdelsdistrikt i sydvästra Kina. Det ligger i stadsdistriktet Yubei i storstadsområdet Chongqing, omkring 13 kilometer nordväst om det centrala stadsdistriktet Yuzhong. Antalet invånare är 36 925. Befolkningen består av 16 172 kvinnor och 20 753 män. Barn under 15 år utgör 9,0 %, vuxna 15-64 år 82 %, och äldre över 65 år 7,0 %.